# Adaptação aquática secundária
Passaram por adaptação aquática secundária os grupos de animais que evoluíram de formas puramente terrestres para grupos de animais de vida parcialmente ou totalmente aquática. Este processo de especiação está associado à necessidade sentida pelo animal de aventurar-se nos corpos de água, geralmente à procura de maior disponibilidade de alimento ou como forma de fugir a predadores. À medida que sucessivas gerações forem passando mais tempo dentro de água, a seleção natural vai levando à aquisição sucessiva de mais adaptações à vida aquática. Os animais das gerações mais avançadas no tempo tenderão a  passar mais tempo dentro de água, embora alguns hábitos, como o acasalamento, possa ainda ocorrer em terra seca. Animais totalmente adaptados à vida aquática desenvolvem a totalidade do processo de procriação dentro de água.
De entre os grupos que passaram por adaptação aquática secundária, podemos citar répteis (anápsidos, diápsidos e euriápsidos), mas também mamíferos, como pinípedes, cetáceos, sirenídeos, entre outros